# Венцел I (Саксония-Витенберг)
Венцел (на немски: Wenzel I., Herzog von Sachsen-Wittenberg; * 1337; † 15 май 1388, Целе) от рода Аскани, e херцог на Саксония-Витенберг, курфюрст в Свещената Римска империя и фюрст на Люнебург през 1370 – 1388 г.

## Живот
Той е 11-о дете и вторият син на херцог и курфюрст Рудолф I († 1356) и третата му съпруга Агнес от Линдов († 1343), дъщеря на граф Улрих I от Линдов, преди това омъжена с херцог Хайнрих II от Мекленбург († 1329).
През декември 1370 г. Венцел наследява починалия си полубрат Рудолф II Слепия, понеже той няма наследници. През 1376 г. като курфюрст той участва в короноването на Вацлав IV Мързеливия за немски крал и през 1377 г. в Алтмарк помага на император Карл IV.
Венцел умира ненадейно от тежко заболяване по време на обсадата на Целе, вероятно е отровен.

## Брак и потомство
∞ 23 януари 1367 за Чечилия да Карара (* 1350, † 1427 Цана), дъщеря на Франческо I да Карара (* 29 септември 1325, Падуа, † 6 октомври 1393, Монца), господар на Падуа. Те имат децата:
- Рудолф III (* 1367, Витенберг; † 11 юни 1419, Бохемия),  4-ти курфюрст на Курфюрство Саксония; ∞ 1. 1387/1389 за Ана от Майсен († 4 юли 1395) от род Ветини, дъщеря на марк- и ландграф Балтазар от Майсен и Тюрингия, от която няма деца. 2. 6 март 1396 за Барбара († 17 май 1435), дъщеря на херцог Рупрехт I от Лигниц (Легница) от силезийските Пясти и Хедвига или Ядвига Жагански († 1390), вдовицата на полския крал Кажимеж III Велики. Имат 3 сина и 2 дъщери.
- Венцел († 1402)
- Ерих († като дете)
- Анна († 18 април 1426), ∞ 1. 1386 за Фридрих I от Брауншвайг-Люнебург, от когото има две дъщери 2. 1404 за ландграф Балтазар фон Тюринген (* 1336, † 1406) от род Ветини, маркграф на Майсен и ландграф на Тюрингия, от когото няма деца.
- Албрехт III (* 1375/1380, Витенберг; † пр. 12 ноември 1422, пак там), последният от род Витенбергски Аскани, 5-и курфюрст на Курфюрство Саксония; ∞ 4 януари 1420 за Еуфемия (Офка) от Оелс († 1444), дъщеря на херцог Конрад III от Оелс, от която няма деца.
- Маргарета († 1429), принцеса от Саксония-Витенберг, ∞ 1386 за Бернхард I от Брауншвайг-Люнебург (* 1358/1364, † 1434), херцог на Брауншвайг-Люнебург и княз на Брауншвайг-Волфенбютел, от когото има двама сина и една дъщеря.